# Добродеев, Борис Олегович
Бори́с Оле́гович Доброде́ев (род. 15 апреля 1984, Москва) — российский топ-менеджер. 
Бывший генеральный директор холдинга VK. Ранее — генеральный директор социальной сети «ВКонтакте» и директор по стратегии и развитию VK. Принимал участие в создании узбекистанского IT-холдинга Uzum, покинул проект в 2023 году. В 2025 году стал главой игровой студии «Леста».
В 2021 году занял первую строчку в рейтинге «Топ-1000 российских менеджеров» в категории «Высшие руководители, информационные технологии») издательского дома «Коммерсантъ».

## Биография
Родился 15 апреля 1984 года в Москве. Сын генерального директора ВГТРК Олега Добродеева (род. 1959) и внук сценариста Бориса Тихоновича Добродеева (1927—2022).
В 2007 году окончил исторический факультет Московского государственного университета им. М. В. Ломоносова, в 2009 году получил степень магистра в Высшей школе бизнеса МГУ по направлению «международный бизнес».
В 2006—2009 годах был аналитиком в компании «Металлоинвест», в 2009—2011 годах — директором по развитию интернет-телевидения Zoomby.ru. С 2011 занимал пост инвестиционного аналитика в фонде DST Advisors Юрия Мильнера. Позднее возглавил департамент управления интернет-активами USM Advisor, подконтрольный Алишеру Усманову.
С июня 2013 года по 31 марта 2014 года входил в Совет директоров Mail.ru Group. С ноября 2013 года работал в «ВКонтакте», занимая должность первого заместителя генерального директора и отвечая за связи с инвесторами. О его назначении, как и приходе в команду других менеджеров из Mail.ru Group, стало известно лишь 23 января 2014 года. После окончательного ухода Павла Дурова де-факто исполнял обязанности генерального директора. Против его официального утверждения был один из акционеров «ВКонтакте», фонд United Capital Partners. 18 сентября 2014 года назначен генеральным директором «ВКонтакте», спустя два дня после объявления сделки по продаже фондом UCP своей доли компании Mail.ru Group. На новой должности занимался разработкой стратегии компании, а также её финансовой и коммерческой деятельностью. 19 ноября 2014 года стало известно, что Добродеев назначен на позицию директора по стратегии и развитию Mail.ru Group, одновременно сохранив должность в «ВКонтакте».
26 октября 2016 года стало известно, что Добродеев занял должность генерального директора Mail.ru Group, возглавив операционную деятельность холдинга в России, без сохранения должности в «ВКонтакте».
В 2017 и 2021 году вошёл в рейтинг «Топ-1000 российских менеджеров» (в категории «Высшие руководители, информационные технологии»), ежегодно публикуемый Ассоциацией менеджеров и издательским домом «Коммерсантъ».
9 февраля 2022 года назначен генеральным директором USM Telecom, которая входит в холдинг USM миллиардера Алишера Усманова, а 17 мая покинул должность.
Принимал участие в создании узбекистанского IT-холдинга Uzum, покинул проект в 2023 году.
В конце июля 2025 года стал главой игровой студии «Леста».